# Aristolochia paulistana
Aristolochia paulistana Hoehne – gatunek rośliny z rodziny kokornakowatych (Aristolochiaceae Juss.). Występuje endemicznie w Brazylii, w stanach Bahia, Espírito Santo, Rio de Janeiro, São Paulo, Parana oraz Santa Catarina.

## Morfologia
PokrójBylina pnąca.
LiścieMają deltoidalny kształt. Mają 4–10 cm długości oraz 4–10 cm szerokości. Całobrzegie, z zaokrąglonym wierzchołkiem. Są owłosione od spodu. Ogonek liściowy jest nagi i ma długość 2,5–6 cm.
KwiatyPojedyncze.
OwoceTorebki o jajowatym kształcie. Mają 4–6 cm długości i 2–3 cm szerokości.

## Biologia i ekologia
Rośnie na nieużytkach i w zaroślach.